# Siren (groddjur)
För andra betydelser, se Siren.
Siren är ett släkte av groddjur som ingår i familjen tandlösa gälsalamandrar.

## Beskrivning
De ingående arterna har en avlång, ålliknande kropp med yttre gälar. Extremiteterna består endast av två rudimentära framben. Släktets arter är alla neotena (de förvandlas inte likt merparten av groddjuren, utan behåller larvkarakteristika som bland annat gälar hela livet).

## Utbredning
Dessa salamandrar förekommer i östra USA och nordöstra Mexiko.

## Ekologi
Släktets arter är vattenlevande, vanligen nattaktiva salamandrar som förekommer i vattenrika områden som våtmarker, träsk, kanaler, dammar och sjöar. De är äggläggande.

## Artlista
Släktet omfattar tre arter:
- Mindre siren Siren intermedia Barnes, 1826
- Armsalamander Siren lacertina Österdam, 1766
- Leopardål Siren reticulata Graham, Kline, Steen & Kelehear, 2018